# Panayotis Magdanís
Panayotis Magdanís –en griego, Παναγιώτης Μαγδάνης– (Lemnos, 29 de noviembre de 1990) es un deportista griego que compitió en remo.
Ganó cinco medallas en el Campeonato Mundial de Remo entre los años 2012 y 2017, y dos medallas en el Campeonato Europeo de Remo, en los años 2011 y 2012.
Participó en dos Juegos Olímpicos de Verano, ocupando el octavo lugar en Londres 2012 (doble scull ligero) y el sexto en Río de Janeiro 2016 (cuatro sin timonel ligero).

## Palmarés internacional
| Campeonato Mundial | Campeonato Mundial        | Campeonato Mundial | Campeonato Mundial  |
| Año                | Lugar                     | Medalla            | Prueba              |
| ------------------ | ------------------------- | ------------------ | ------------------- |
| 2012               | Plovdiv (Bulgaria)        | Medalla de plata   | Cuatro scull ligero |
| 2013               | Chungju (Corea del Sur)   | Medalla de oro     | Cuatro scull ligero |
| 2014               | Ámsterdam (Países Bajos)  | Medalla de oro     | Cuatro scull ligero |
| 2016               | Róterdam (Países Bajos)   | Medalla de bronce  | Cuatro scull ligero |
| 2017               | Sarasota (Estados Unidos) | Medalla de bronce  | Cuatro scull ligero |
| Campeonato Europeo |                           |                    |                     |
| Año                | Lugar                     | Medalla            | Prueba              |
| 2011               | Plovdiv (Bulgaria)        | Medalla de plata   | Doble scull ligero  |
| 2012               | Varese (Italia)           | Medalla de oro     | Doble scull ligero  |